# Chloé Trespeuch
Chloé Trespeuch (* 13. April 1994 in Bourg-Saint-Maurice, Département Savoie) ist eine französische Snowboarderin. Sie startet im Snowboardcross.

## Werdegang
Trespeuch nahm von 2007 bis 2011 vorwiegend an FIS-Rennen teil. Beim Europäischen Olympischen Winter-Jugendfestival 2011 in Rejdice gewann sie Silber. Im Weltcup debütierte sie im März 2011 in Arosa. Dort belegte sie den sechsten Platz. Fünf Tage später holte sie bei den Snowboard-Juniorenweltmeisterschaften 2011 in Valmalenco die Silbermedaille. Ihre bisher beste Platzierung bei einem Weltcuprennen erreichte sie im Dezember 2011 in Telluride und im Dezember 2013 in Montafon mit dem vierten Platz. Bei den Snowboard-Weltmeisterschaften 2013 in Stoneham kam sie auf den vierten Platz. Im März 2013 gewann sie bei den Snowboard-Juniorenweltmeisterschaften 2013 in Erzurum erneut Silber.
Sie qualifizierte sich für die Olympischen Winterspiele 2014 in Sotschi. Dort gewann sie im Snowboardcross-Bewerb der Damen die Bronzemedaille. Bei den Snowboard-Weltmeisterschaften 2015 am Kreischberg errang sie den 12. Platz. Bei der Winter-Universiade 2015 in Sierra Nevada gewann sie Silber. Im März 2015 holte sie in Veysonnaz mit zwei dritten Plätzen ihre ersten Podestplatzierungen im Weltcup und beendete die Saison 2014/15 auf dem vierten Platz im Snowboardcrossweltcup. In der Saison 2015/16 kam sie bei acht Teilnahmen im Weltcup, sechsmal unter die ersten Zehn. Dabei errang sie zweimal den dritten und einmal den zweiten Platz. Ende Februar 2016 holte sie im Bokwang Phoenix Park in Pyeongchang ihren ersten Weltcupsieg und belegte zum Saisonende wie im Vorjahr den vierten Platz im Snowboardcross-Weltcup. Im März 2016 wurde sie französische Meisterin im Snowboardcross. In der folgenden Saison belegte sie im Weltcup dreimal den dritten und einmal den zweiten Platz und errang damit erneut den vierten Platz im Snowboardcross-Weltcup. Außerdem siegte sie im Teamwettbewerb in Montafon und belegte in Solitude und in Veysonnaz jeweils zusammen mit Nelly Moenne-Loccoz den zweiten Platz. Beim Saisonhöhepunkt den Snowboard-Weltmeisterschaften 2017 in Sierra Nevada gewann sie die Silbermedaille im Einzel und holte zusammen mit Nelly Moenne-Loccoz die Goldmedaille im Teamwettbewerb. Im April 2017 wurde sie wie im Vorjahr französische Meisterin. In der Saison 2017/18 kam sie bei allen 12 Weltcupteilnahmen unter die ersten Zehn. Dabei errang sie zweimal den dritten, dreimal den zweiten und einmal den ersten Platz und erreichte damit den zweiten Platz im Snowboardcross-Weltcup. Zudem gewann sie zusammen mit Nelly Moenne-Loccoz den Teamwettbewerb in Montafon, Erzurum, Moskau und in Veysonnaz. Bei den Olympischen Winterspielen 2018 in Pyeongchang wurde sie Fünfte im Snowboardcross.
In der Saison 2018/19 erreichte Trespeuch mit einem vierten und zwei zweiten Plätzen in Baqueira-Beret und Veysonnaz den fünften Platz im Snowboardcross-Weltcup. Bei den Snowboard-Weltmeisterschaften 2019 in Park City wurde sie Siebte im Einzel und Fünfte im Teamwettbewerb. Im März 2019 siegte sie bei den französischen Meisterschaften in Isola 2000. In der folgenden Saison errang sie mit zwei zweiten Plätzen und ihren dritten Weltcupsieg, den dritten Platz im Snowboardcross-Weltcup. Nach zwei ersten Plätzen im Europacup zu Beginn der Saison 2020/21, wurde sie auf der Reiteralm Dritte und in Bakuriani Zweite und erreichte damit den sechsten Platz im Snowboardcross-Weltcup. Bei den Snowboard-Weltmeisterschaften 2021 belegte sie den neunten Platz im Teamwettbewerb und den siebten Rang im Einzel. In der Saison 2021/22 wurde sie mit drei dritten Plätzen sowie einen dritten Platz, Dritte im Snowboardcross-Weltcup. Beim Saisonhöhepunkt, den Olympischen Winterspielen 2022 in Peking, holte sie die Silbermedaille im Einzel. Im Teamwettbewerb errang sie den 13. Platz. Im April 2022 wurde sie französische Meisterin.

## Teilnahmen an Weltmeisterschaften und Olympischen Winterspielen

### Olympische Winterspiele
- 2014 Sotschi: 3. Platz Snowboardcross
- 2018 Pyeongchang: 5. Platz Snowboardcross
- 2022 Peking: 2. Platz Snowboardcross, 13. Platz Snowboardcross Team

### Snowboard-Weltmeisterschaften
- 2013 Stoneham: 4. Platz Snowboardcross
- 2015 Kreischberg: 12. Platz Snowboardcross
- 2017 Sierra Nevada: 1. Platz Snowboardcross Team, 2. Platz Snowboardcross
- 2019 Park City: 5. Platz Snowboardcross Team, 7. Platz Snowboardcross
- 2021 Idre: 7. Platz Snowboardcross, 9. Platz Snowboardcross Team
- 2023 Bakuriani: 3. Platz Snowboardcross Team, 5. Platz Snowboardcross
- 2025 Engadin: 10. Platz Snowboardcross

## Weltcupsiege und Weltcup-Gesamtplatzierungen

### Weltcupsiege

#### Weltcupsiege im Einzel
| Nr. | Datum             | Ort            |
| --- | ----------------- | -------------- |
| 1.  | 27. Februar 2016  | Pyeongchang    |
| 2.  | 9. September 2017 | Cerro Catedral |
| 3.  | 7. März 2020      | Sierra Nevada  |
| 4.  | 16. Dezember 2022 | Cervinia       |
| 5.  | 3. Dezember 2023  | Les Deux Alpes |
| 6.  | 3. Februar 2024   | Gudauri        |
| 7.  | 17. März 2024     | Montafon       |

#### Weltcupsiege im Team
| Nr. | Datum             | Ort         |
| --- | ----------------- | ----------- |
| 1.  | 13. Dezember 2015 | Montafon 1  |
| 2.  | 18. Dezember 2016 | Montafon 1  |
| 3.  | 17. Dezember 2017 | Montafon 1  |
| 4.  | 21. Januar 2018   | Erzurum 1   |
| 5.  | 11. März 2018     | Moskau 1    |
| 6.  | 18. März 2018     | Veysonnaz 1 |

### Weltcup-Gesamtplatzierungen
| Saison  | Platz | Punkte |
| ------- | ----- | ------ |
| 2010/11 | 26.   | 580    |
| 2011/12 | 8.    | 2230   |
| 2012/13 | 20.   | 870    |
| 2013/14 | 9.    | 1492   |
| 2014/15 | 4.    | 1400   |
| 2015/16 | 4.    | 4260   |
| 2016/17 | 4.    | 3740   |
| 2017/18 | 2.    | 7190   |
| 2018/19 | 5.    | 2100   |
| 2019/20 | 3.    | 3340   |
| 2020/21 | 6.    | 256    |
| 2021/22 | 3.    | 464    |
| 2022/23 | 2.    | 650    |
| 2023/24 | 1.    | 792    |
| 2024/25 | 40.   | 22     |